# Hideki Arai
Hideki Arai (新井 英樹, Arai Hideki) (nascut el 15 de setembre de 1963 en la Prefectura de Kanagawa) és un mangaka japonès. Va rebre el 38è Premi Manga Shogakukan per a manga general en 1993 amb Miyamoto kara Kimi e. El seu manga The World is Mine fou escollit pels editors de Pulp per la seua llista de mangues controvertits.
Va anar a la Kawawa High School i es va graduar a la Meiji University.

## Treballs
- Hachigatsu no Hikari (1 volum)
- Miyamoto kara Kimi e (12 volums)
- I Love Irene (6 volums originalment, reimpres en 2)
- Amanatsu (col·lecció d'històries curtes, 1 volum)
- The World is Mine (14 volums, reimpres en 5)
- Kiichi!! (9 volums)
- Kiichi VS (1 volum, serialitzat en Big Comic Superior)
- Sugar (8 volums)
- Rin (3 volums, serialitzat en Bessatsu Young Mangajin - seqüela de Sugar)